# Solo per cambiare il mondo
Solo per cambiare il mondo è un album discografico del rapper calabrese Kiave, pubblicato il 26 novembre 2012 per l'etichetta Macro Beats e distribuito da Audioglobe.

## Tracce
Testi di Kiave.
1. Hardcore Gentleman (feat. DJ Shocca) – 2:56 (musica: Fid Mella)
2. SunTzu – 3:21 (musica: Big Joe)
3. Welcome (feat. DJ Double S) – 4:02 (musica: Res Nullius dei Crazeology)
4. 11 Storie – 3:36 (musica: Fid Mella)
5. Ill Dojo (feat. Musteeno, Hyst, Dj Tsura) – 4:03 (musica: Fid Mella)
6. Identità (feat. Brunori Sas) – 5:04 (musica: Fid Mella)
7. Di Che Stiamo Parlando? – 3:16 (musica: DJ Squarta)
8. Se Non Spendi Ti Spegni (feat. Mad Buddy) – 5:11 (musica: Vox P)
9. Street Fighter (feat. Ensi, Clementino) – 4:27 (musica: Deleterio)
10. Quello Che Non Ho – 2:30 (musica: MainLoop)
11. L’Ultima Notte (feat. Hyst) – 3:42 (musica: Fid Mella)
12. Non Ce La Fai – 3:02 (musica: Fid Mella)
13. Non Ho Mai Visto (feat. Ghemon, Mecna) – 4:29 (musica: Stokka)
14. Cellula Impazzita – 3:33 (musica: Fid Mella)
15. Il Lungo Addio – 3:56 (musica: Fid Mella)
16. Keep It Real (feat. DJ Double S) – 4:10 (musica: Dj Impro) – Ghost Track CD
17. Stato D’Emergenza – 4:06 (musica: MainLoop) – Bonus Track iTunes